# Фолькердинг, Патрик
Патрик Фолькердинг (Patrick J. Volkerding, также известный как Mr. Slackware и The Man, род. 20 октября 1966 года) — основатель дистрибутива Linux Slackware и компании Slackware Linux, Inc. по выпуску этого дистрибутива. 
В 1993 году получил степень бакалавра компьютерных наук университета Minnesota State University Moorhead (англ.).

## Разработка Slackware
Некоторое время, Крис Люменс и другие разработчики Slackware, принимали участие в этом проекте, однако, из-за отсутствия постоянного дохода после продажи издателя дисков Walnut Creek CDROM компании Berkeley Software Design (разработчик BSD/OS), которая в конечном итоге была куплена Wind River Systems, этим людям пришлось уйти. Несколько последних лет Патрик Фолькердинг разрабатывает Slackware, в чём ему помогают многие добровольцы и тестеры. Он выпускает новый релиз дистрибутива регулярно раз в год.

## Slack
Патрик — участник религиозной группы «Церковь недомудреца», созданной как пародия на религию, конспирологическую теорию и веру в пришельцев. Центральной верой в церкви является стремление к недеянию («Slack» (англ.)) — чувству свободы, независимости, а также к положению вещей, когда получаешь нужный результат, не делая ничего для его достижения. Последователи церкви считают, что каждый из людей рожден с изначальными признаками недеяния, но они были украдены в результате мирового заговора нормальных людей, которых в терминологии недомудрецов называют «розовыми». Таким образом, использование слова Slack в названии Slackware — выражение почтения к Дж. Р. «Бобу» Доббсу, который является ключевой фигурой церкви.

## Личная жизнь
Женат на Андреа Фолькердинг, 22.11.2005 родилась дочь — Брия Цецилия Фолькердинг. Патрик любит варить домашнее пиво и употреблять его. Ранние версии Slackware могли просить пользователей прислать бутылку местного пива в качестве похвалы работе автора дистрибутива. Является фанатом группы The Grateful Dead, т. н. Deadhead (англ.). Он был на более чем 75 их концертах по состоянию на начало апреля 1994 года.